# Жевательная мышца
Жевательная мышца (лат. musculus masseter) начинается от нижнего края скуловой дуги тремя частями — поверхностной, глубокой и короноидной.
Поверхностная часть (лат. pars superficialis) начинается сухожильными пучками от переднего и среднего участков скуловой дуги; глубокая часть (лат. pars profunda) — от среднего и заднего участков скуловой дуги; короноидная часть (лат. pars coronoidea, самая глубокая из трёх частей) — от медиальной поверхности скуловой дуги. Пучки мышечных волокон поверхностной части следуют косо вниз и назад, глубокой — вниз и вперёд. Поверхностная и глубокая части жевательной мышцы соединяются и прикрепляются к наружной поверхности ветви нижней челюсти и к её углу в области жевательной бугристости, тогда как короноидная часть — к корню и задней оконечности коронидного отростка.

## Функция
У млекопитающих хорошо развита жевательная мускулатура, обеспечивающая захват и механическую обработку пищи, причём у растительноядных форм наиболее сильными являются собственно жевательная мышца, а у плотоядных — височные мышцы, отвечающие за силу укуса. 
Поднимает нижнюю челюсть, участвует в выдвижении челюсти вперёд.